# Dyscia raunaria
Dyscia raunaria is een vlinder uit de familie spanners (Geometridae). De wetenschappelijke naam is voor het eerst geldig gepubliceerd in 1852 door  Freyer.
De soort komt voor in Europa.